# Anne-Cécile Violland
Anne-Cécile Violland, est une femme politique française, née le 10 juin 1973 à Évian-les-Bains, élue députée de la 5e circonscription de la Haute-Savoie en 2022 sous l'étiquette de la coalition Ensemble.

## Carrière politique

### Conseillère municipale puis maire
Anne-Cécile Violland est psychologue (profession libérale).
Après avoir été conseillère municipale puis première adjointe au maire de Neuvecelle, elle devient elle-même maire de cette commune en 2015 à la suite de la démission du maire Philippe Drago. Elle est réélue lors des élections municipales de 2020 mais démissionne en 2022 après son élection en tant que députée,.
Elle est aussi, depuis juillet 2019, présidente du Cluster Eau Lémanique Evian[Quoi ?], dont le siège est situé à la Maison de l'Eau à Évian-les-Bains[pertinence contestée], et elle préside depuis février 2023 le Groupe Santé Environnement (GSE) créé en octobre 2009 pour le suivi de du Plan national santé-environnement(PNSE). Elle sera chargée du suivi du 4e PNSE, qui doit être décliné en PRSE dans les régions, via une lettre de mission divulguée à l'occasion d'une première réunion, de la nomination de nouveaux membres, et du lancement d'une nouvelle méthode de travail. Elle remplace Elisabeth Toutut-Picard (2018-2022) qui reste dans le GSE pour y présider son comité d’animation des territoires.

### Députée de la5ecirconscription de Haute-Savoie depuis 2022
Anne-Cécile Violland est élue députée en juin 2022 dans 5e circonscription de la Haute-Savoie et s'inscrit dans le groupe Horizons,.
Dans le cadre de son mandat, elle soutient une proposition de loi avec son groupe Horizons "visant à réduire l’impact environnemental de l’industrie textile", : soutenue de façon transpartisane à gauche et à droite, et également au final par le gouvernement de Gabriel Attal, le texte qui accentue certains malus pour les grands groupes et renforce l'information des consommateurs est adopté en première lecture en mars 2024 à l'unanimité à l'Assemblée nationale.
Candidate à sa réélection après la dissolution de juin 2024, Violland est réélue le 7 juillet 2024 avec 62,13% des voix au second tour face au candidat union de l'extrême droite (LR-RN).

## Pour approfondir